# جینبی
جینبی (انگلیسی: Jinbei) شرکت خودروسازی چینی است، که در سال ۱۹۹۱ تأسیس شد.